# Сако, Коли
Коли Сако (фр. Coli Saco; род. 15 мая 2002, Кретей) — малийский футболист, полузащитник клуба «Бари». Участник Олимпийских игр 2024 в Париже.

## Клубная карьера
Сако — воспитанник клубов «Гавр», «Сошо», «Милан» и «Наполи». В 2022 году он подписал с последним профессиональный контракт. Летом того же года Сако на правах аренды перешёл в «Про Верчелли». 3 сентября в матче против «Падовы» он дебютировал в итальянской Серии C. 5 ноября в поединке против «Альбинолеффе» Коли забил свой первый гол за «Про Верчелли». В 2023 году Сако был арендован клубом «Анкона». 9 сентября в матче против «Губбио» он дебютировал за новую команду. 5 ноября в поединке против «Перуджи» Коли забил свой первый гол за «Акнону». 
Летом 2024 года Сако был арендован «Бари». 14 сентября в матче против «Мантовы» он дебютировал в итальянской Серии B. 

## Международная карьера
В 2024 году Сако был включён в заявку олимпийской сборной Мали на участие в Олимпийских играх в Париже. На турнире он сыграл в матчах против команд Израиля и Парагвая.